# 身體孔口
身體孔口是動物身體上的開口。

## 外部
一般的哺乳动物（例如人体），其外部的身體孔口有：
- 鼻孔，用來呼吸以及嗅觉感知。
- 口腔，用來進食、呼吸以及發聲（例如說話）。
- 耳道，傳遞聲音。
- 泪器，將眼淚從淚囊（英语：lacrimal sac）帶到鼻腔。
- 肛门，用來於排便。
- 雄性的尿道口，用來排尿及射精。
- 雌性的尿道口，用來排尿。
- 雌性的阴道，用來將月經排出，進行性交及分娩。
- 乳頭孔口

其他的動物有不同的孔口：
- 泄殖腔：单孔目、鸟、爬行动物、两栖动物等才有的孔口。
- 虹管：软体动物、节肢动物等才有的孔口，是供液體流動的孔口。

## 內部
內部的孔口包括心瓣之間的心臟孔口、尿道和膀胱之間的尿道内口等。